# Jakob Schneckenburger
Jakob Schneckenburger (* 23. Dezember 1769 in Tuttlingen, Herzogtum Württemberg; † 17. April 1841 in Trossingen, Königreich Württemberg) war Abgeordneter im württembergischen Landtag als Vertreter des Oberamts Tuttlingen.

## Politische Karriere
Jakob Schneckenburger arbeitete als Arzt in Trossingen (Schwarzwaldkreis). Mit der Wahl 1833 wurde er Abgeordneter des sogenannten verlorenen Landtags als Nachfolger von Ernst August Friedrich Rechfuß. Dieses Amt konnte er bis 1838 verteidigen. 1838 wurde er durch seinen Namensvetter Jakob Friedrich Schneckenburger abgelöst.